# Cratere Marth (Luna)
Marth è un cratere lunare intitolato all'astronomo tedesco Albert Marth. Si trova nella parte nordovest della Palus Epidemiarum. A nordovest si trova il cratere Dunthorne, e a sudovest il cratere Ramsden. La formazione si trova in un sistema di rime chiamato Rimae Ramsden, e un suo ramo passa a pochi chilometri a sud dell'orlo.
Marth è insolito in quanto presenta un doppio bordo, con un cratere interno più piccolo concentrico all'orlo esterno. Il cratere più piccolo è situato praticamente al centro di quello più grande, facendo sì che la formazione appaia simile ad un bersaglio.

## Crateri correlati
Alcuni crateri minori situati in prossimità di Marth sono convenzionalmente identificati, sulle mappe lunari, attraverso una lettera associata al nome.
| Marth | Latitudine | Longitudine | Diametro |
| ----- | ---------- | ----------- | -------- |
| K     | 29,9° S    | 28,7° W     | 3 km     |